# Igor Radojičić
Igor Radojičić (ur. 13 września 1966 w Banja Luce) – serbski polityk, przewodniczący Zgromadzenia Narodowego Republiki Serbskiej od 2006. Tymczasowy prezydent Republiki Serbskiej od 1 października 2007 do 28 grudnia 2007, po nagłej śmierci Milana Jelicia.

## Życiorys
Igor Radojičić ukończył studia w dziedzinie inżynierii elektrycznej na Uniwersytecie w Banja Luce. Następnie rozpoczął studia podyplomowe na tym samym kierunku na Uniwersytecie Belgradzkim. Jest autorem kilkunastu książek i publikacji na temat automatyki, biomedycyny oraz teorii chaosu.
W życie polityczne Radojičić zaangażował się pod koniec lat 80. Został wówczas członkiem prezydium Stowarzyszenia Socjalistycznej Młodzieży Bośni i Hercegowiny. W 1998 został po raz pierwszy wybrany do Zgromadzenia Narodowego Republiki Serbskiej. Od 2006 do 2014 zajmował stanowisko przewodniczącego izby. Był także sekretarzem generalnym Sojuszu Niezależnych Socjaldemokratów, dużej partii politycznej w Bośni i Hercegowinie.
1 października 2007 po nagłej śmierci, prezydenta Republiki Serbskiej Milana Jelicia, Radojičić tymczasowo został jego następcą. 9 grudnia 2007 odbyły się wybory prezydenckie, które wygrał Rajko Kuzmanović. Objął on urząd prezydenta Republiki Serbskiej 28 grudnia 2007.
W latach 2016–2020 Radojičić pełnił funkcję burmistrza Banja Luki.
Igor Radojičić jest żonaty, ma dwoje dzieci. Mówi płynnie po angielsku i francusku.